# Acidemia propionica
L'acidemia propionica è una malattia genetica metabolica, rara, che si trasmette con carattere autosomico recessivo ed è causata da un deficit funzionale dell'enzima propionil-CoA carbossilasi. Questo enzima si trova nei mitocondri delle cellule e serve a catalizzare la trasformazione del propionil-CoA in metilmalonil-CoA; questa trasformazione rappresenta un intermedio metabolico della degradazione degli amminoacidi valina, treonina, metionina e isoleucina. L'enzima propionil-CoA carbossilasi interviene inoltre nel metabolismo degli acidi grassi aventi un numero dispari di atomi di carbonio. La carenza di attività di questo enzima è alla base degli elevati livelli di acido propionico nell'urina e nel sangue dei soggetti affetti dalla patologia.

## Epidemiologia ed eziologia

Pattern di ereditarietà autosomica recessiva

L'acidemia propionica afferisce al gruppo degli errori congeniti del metabolismo e la sua incidenza varia tra diverse popolazioni: è stimata, infatti, a circa un caso ogni 35 000 nati vivi negli Stati Uniti, ma sembra essere di circa un neonato ogni 3 000 in Arabia Saudita. La malattia si trasmette in forma autosomica recessiva, dunque entrambi i genitori dell'individuo affetto sono portatori sani poiché presentano, in eterozigosi, l'allele mutato del gene che sta alla base della patologia; per sviluppare fenotipicamente l'acidemia propionica, il figlio deve ereditare una copia allelica mutata da ciascuno dei genitori.

## Quadro clinico
L'acidemia propionica può manifestarsi con intensità e modalità diverse, ma la forma più frequente ha esordio nelle prime settimane di vita e ha un decorso severo: il neonato presenta vomito, disturbi neurologici, perdita del tono muscolare, perdita di peso e convulsioni; nei casi più gravi, questa sintomatologia può evolvere nel coma. Gli esami di laboratorio mostrano un'elevata concentrazione dello ione ammonio (NH4+) nel sangue (iperammoniemia).